# 西巻開耶
西巻 開耶（にしまき さくや、慶応2年2月8日（1866年3月24日） - 1908年（明治41年）12月31日）は、日本の女性運動家。現在の新潟県柏崎市出身。
小学校教員となったのち自由民権運動に加わり、1881年に柏崎での集まりで男女同権を訴える演説を行った。1882年に教員でありながら政治集会に参加したことが集会条例違反等に問われ、翌年に罰金刑を受けた。このことで「日本初の女性政治犯」とされる一人である。その後は民権運動から離れたものの、女性の経済的自立や政治的自立を国権論の立場から支持していた社会活動家の北畠道龍と行動をともにし、婦人組織の結成や女子教育の実践にたずさわった。のちに北畠道龍の妻となる。

## 生涯

### 生い立ち
越後国刈羽郡田尻村平井（現在の新潟県柏崎市平井）において、三嶋神社の社掌を務める西巻喜仙治（号は碧荘あるいは碧窓）の五女として生まれる。西巻家は学問的な環境にあった家で、祖父の西巻碧水は寺澤石城に学んでおり、父の喜仙治は藍沢南城に学んで詩画を愛好し、村に寺子屋を起こしたという人物であった。開耶の戸籍上の名は「クワイ」であったが、幼少時から「開耶（さくや）」と呼ばれており、彼女は15歳まで自分の「本名」が「クワイ」であることを知らなかったという。1888年（明治21年）に戸籍上も正式に「開耶」に改名している。
のちに開耶が新聞記者に語ったことによれば、1879年（明治12年）、13歳の時に東京に出て漢学と英学を学んだという。1880年（明治13年）、14歳で刈羽郡公立第一番小学柏崎校（現在の柏崎市立柏崎小学校）に教員（助手）として採用される。柏崎で最初の女性教師であった。洋書を携えて紫袴で町を闊歩し、人目を惹いていたという。

### 自由民権運動と開耶
柏崎地域では、1879年（明治12年）頃から松村文次郎（のち新潟県会議長・衆議院議員）を中心に自由民権運動が活発化し、1880年（明治13年）に松村を代表とする政治結社「春風会」が組織された。柏崎校ではたびたび「春風会」の会合がもたれていた。またこうした自由民権運動に触発されて、教員演説会が毎月行われるようになっており、開耶も少なくとも2回は演説している。1881年（明治14年）2月27日の演題は「世に無学より劣る者なし」で、教育の重要性を訴えるものであった。当時の柏崎校の同僚には荒井賢太郎（のちに東京帝国大学を卒業、貴族院議員・農商務大臣）や杉浦安行（のちに村上の鮭産育養所所長）らがおり、かれらも教員演説会に関わっていた。
1880年（明治13年）4月に施行された集会条例は、教員・生徒の集会・結社への加入を禁止した。以後、太政官布告や県の布達などによって、教員の演説会や学校での演説会が次第に制限されていった。新潟県が1881年（明治14年）11月12日に出した布達は、公立学校教員が公衆に演説を行うことや雑誌の編集を行うことを禁じるもので、教員の政治的な活動を抑圧するものとして全国的にも波紋を投げかけた。
1881年（明治14年）9月18日、自由民権運動家の馬場辰猪らが新潟県を遊説した際、開耶は懇親会で男女同権と女子教育の必要性を訴える演説（「男女同権演説」）を行った。具体的な文言については伝わっていないが、『新潟新聞』が以下のように記事にしている。
閉会後懇親会を開く会員賓客交々立て演説せられ就中西巻さくや女は男女同権論を演し女子教育の必要性を痛論せられたれば馬場氏之を賛成するの意にて演説せられたるよし—『新潟新聞』1881年9月25日
男女同権演説の後、開耶は購読していた投稿雑誌『穎才新誌』に投稿を行っており（11月19日付の第234号に掲載された）、これが開耶が自らの考えを書き残した唯一の史料となっている。この投稿で開耶は、欧米帝国主義の脅威を受ける中で女性である自分も国家のために身を挺して政治参加したいという気概を語り、しかし集会条例のために集会に参加して演説することができず、わずかに「祝文」を朗読するか、「懇親会」に参加することしかできないこと、「懇親会」でかろうじて男女同権論を述べたとしても地元では男女不同権論からの批判を受けて孤立すること、などの苦境をつづるとともに、東京で自らの主張を受け止めてくれる人物を希求している。このころ、『穎才新誌』投稿者らが設立した「青年自由党」にも入党している。
1882年（明治15年）6月18日、柏崎町光円寺で開かれた官民懇親会で祝詞を朗読した。同年11月3日、高橋基一（朝野新聞）の遊説を受けて西福寺で開かれた演説会でも「祝文」を朗読したが、臨場した警部補によって拘引された。翌1883年（明治16年）1月11日、柏崎治安裁判所は、教員でありながら政談演説会に出席したことが集会条例第14条などへの違犯であるとして（ただし未成年であるために罪一等を減じ）罰金1円50銭の判決を言い渡した。
この一件の顛末については、判決が出た後に『絵入朝野新聞』（1883年1月22日）がイラスト付きで報じた。ただし、女性の演説が物珍しかったためか『絵入朝野新聞』の記事は開耶の容姿や声の美しさばかりを強調するものとなっており、彼女が「祝文」のかたちでおこなった演説がどのような内容であったかは不明である。
開耶は、西福寺での拘引以後も、1882年（明治15年）11月29日に刈羽郡女谷村での懇親会で演説し、12月9日には刈羽郡田屋村での演説会にも出席したが、詳細は不明である。罰金判決が言い渡されたあと、3月に柏崎校を依願退職した。

### 北畠道龍と出会う
事件後、開耶は柏崎を離れて東京に出たが、社会的活動を再開するまでの5年ほどの足跡についてははっきりしない。のちに、彼女に取材した雑誌・新聞記事の内容に食い違いがあるためであるが、柏崎での教員生活や自由民権運動の参加経歴を開耶が記者に語っていないことも食い違いの要因と見なされる。開耶の生涯と思想を研究した田中和徳は、高田事件などでの官憲の厳しい態度に接したために、柏崎を出た際に自由民権運動と決別して過去を封印し（以後の活動でも民権運動家との接点がない）、女子教育に熱心なキリスト教系の学校に身を寄せたと見ている。1883年頃に横浜の米国キリスト教系神学校に入学して英語などを身につけ、のちにはその学校の教員も務めたようである。『女学雑誌』（巌本善治の雑誌）には開耶が「米国に留学した」という経歴を載せているが、田中はこれを誤りとする。
開耶は、21歳となる1886年（明治19年）頃に、浄土真宗本願寺派の僧北畠道龍の法話と出会い、まもなく弟子入りした。道龍は幕末期からさまざまな政治的・社会的・宗教的運動に関与し、一種の「豪傑」とも評される人物であり、当時は「仏教改革」と国権主義を訴える活動を展開して影響力があった。ドイツへの留学経験もある道龍はプロイセン式の国権主義者であったが、女性の経済的自立（職業を持つこと）と精神的自立を支持し、国家に対する女性の役割を説いていた。開耶も『穎才新誌』への投稿に見られるように国権意識を表明していた人物であり、女性の政治参加や女性教育の必要性を主張していた開耶にとって共鳴するものがあったようである。田中和徳は、道龍が説いた「女性の精神的自立」はそれまでの開耶になかった視点であったとしている。一方、開耶が望んでいた「女性の政治参加」を、道龍がどこまで望んでいたかは不明である。

### 北畠道龍との活動
道龍は留学していたドイツで見聞した婦人組織「ノンネン会」を参考に、日本で同種の組織を実現しようとした（のちに「婦人修正会」となる）。道龍は1886年（明治19年）から東北地方を巡回し各地に「法話事務所」を設置して女性を対象とする会合（ノンネン会）を開催し、女性の知識向上と宗教心涵養を図っていたが、開耶は1888年（明治21年）1月より東北巡回に同行して演説を行うようになった。開耶は、女性が知識を研ぎ各自が職業を持つことで男性に頼らず経済的に自立すること、精神学（宗教）と教育によって自治心（精神的自立）を育成することを女性たちに説き、婦人会（ノンネン会・婦人修正会）の結成を呼び掛けた。なお、1890年（明治23年）の集会及政社法によって女性の政治活動が否定される時代であったが、開耶の演説は宗教法話であるとして集会条例の規制はかからなかった（道龍の政治力の影響も考えられる）。
福島では地元有力者の支援を受けながら「学場」を設け、生徒を募集して教育を行った。開耶が英語と漢学を教え、英書を講読して世界的視野を広げようとするものであった（なお、実用的科目とされた裁縫も教えられている）。東京でも女学校の設立を準備していたという。
道龍の東北での巡回演説活動は、彼が目指す「北畠大学」設立のための資金獲得という目的もあった。しかし、道龍の急進改革論に反発する仏教界（主要には浄土真宗本願寺派の保守派）の攻撃や、道龍の性格に起因する諸問題（側近とのトラブルや、関心を次々に移して事業や組織・支持者の面倒を十分に見ないこと）もあって、道龍の名声は次第に低下していくことになる。最終的には財政担当者が離反し、道龍が目指した「北畠大学」は頓挫した。これとともに、開耶の女学校計画も挫折した。
道龍と開耶は、東北での事業をあきらめ、大阪に転居しているが、その時期ははっきりしない。1896年（明治29年）3月24日、大阪で開耶は道龍との第一子を出産している。1897年（明治30年）1月15日、開耶は正式に道龍との婚姻を届け出た。当時開耶は32歳、道龍は78歳であった。大阪での結婚生活は経済的に厳しいものであったと伝わるが（道龍の先妻との子からの仕送りもあったが、この先妻の子たちも事業に失敗するなどで厳しい状態になったという）、最終的には3男1女を得た。道龍は日記に家庭の好事を書き残すなど、家庭人としての一面も垣間見せている。各地の婦人会の中には、晩年の道龍との交流が残ったところもあるようである。
1907年（明治40年）10月15日に道龍は88歳で死去。開耶も翌1908年（明治41年）の大晦日に死去した。43歳没。

## 備考
- 横浜の神学校で身に着けた英学・英語能力は高かった。開耶の子供の一人は英語教師となるが[18]、家庭内で開耶と英会話を使用していたために苦労はなかったという[18]。孫の一人が語るところによれば、開耶は外国人と対等に話す英会話能力を持っていたという[18]。

## 同時期の女性運動家
- 楠瀬喜多 - 1880年、地元町議会に女性戸主の投票権を認めさせた人物。1884年の法改正で女性参政権は否定された。
- 岸田俊子（中島湘煙） - 女性民権運動家の先駆者とされるひとり。1883年に「函入娘」演説で罰金刑を受けた。
- 福田英子 - 「日本初の女性政治犯」とされるひとり。1885年の大阪事件によって投獄された。